# Metilcolantrene
Il metilcolantrene o 3-metilcolantrene è un idrocarburo policiclico aromatico ad elevata cancerogenicità; è studiato in laboratorio proprio per la sua capacità di indurre mutazioni genetiche alla base di svariati tipi di neoplasia.
L'esposizione al metilcolantrene è in genere legata al suo utilizzo nel campo della ricerca biochimica, ma il composto è presente anche tra gli inquinanti atmosferici delle attività industriali, come residuo della distillazione dei carboni fossili e nel catrame contenuto nel fumo di sigaretta.